# Brectouville
Brectouville település Franciaországban, Manche megyében. Lakosainak száma 167 fő (2018. január 1.). Brectouville Condé-sur-Vire, Domjean, Giéville, Condé-sur-Vire és Troisgots községekkel határos.

## Népesség
A település népességének változása:
| Lakosok száma | 123  | 125  | 149  | 169  | 157  | 151  | 167  | 168  | 166  | 167  |
|               | 1962 | 1968 | 1982 | 1990 | 1999 | 2008 | 2011 | 2013 | 2017 | 2018 |